# Zandpolder (Hulst)
De Zandpolder is een polder in het complex Polders van Hontenisse en Ossenisse.
De Zandpolder is de oudste polder in dit complex. Ze bestaat sinds 1170 en meet 259 ha. Ze werd ingedijkt door de monniken van de Abdij Ten Duinen, die in deze polder een uithof, Hof te Zande, stichtten. Ten noorden daarvan ontstond het dorp Kloosterzande en op de westelijke dijk groeide, vanaf 1692, Groenendijk.
Burghpolder · Clinge- en Kieldrechtpolders · Clingepolder · Dullaertpolder · Eekenissepolder · Graauwsche Polders · Havenpolder · Hertogin Hedwigepolder · Hoof- en Molenpolder · Hooglandpolder · Kieldrechtpolders · Kievitpolder · Kleine Molenpolder · Koningin Emmapolder · Langendampolder · Louisapolder · Mariapolder (Hulst) · Melopolder · Mispadpolder · Molenpolder (Hulst) · Nijspolder · Noordhofpolder · Oude Graauwpolder · Oudelandpolder · Polders tussen Lamswaarde en Hulst · Polders van Hontenisse en Ossenisse · Saaftingepolders · Saeftingepolder · Ser-Pauluspolder · Stoofpolder · Van Alsteinpolder · Vitshoek · Willem-Hendrikspolder · Zandpolder · Zoutepolder